# Phenax erectus
Phenax erectus är en nässelväxtart som beskrevs av Ignatz Urban. Phenax erectus ingår i släktet Phenax och familjen nässelväxter. Inga underarter finns listade i Catalogue of Life.